# Tüdőfibrózis
A tüdőfibrózis olyan állapot, amelyben a tüdő idővel hegesedik. Tünetek közé tartozik a légszomj, a száraz köhögés, a fáradtságérzet, a fogyás és a dobverőujj.  Szövődmények lehetnek a pulmonális hipertónia, a légzési elégtelenség, a pneumothorax és a tüdőrák.
Okok közé tartozik a környezetszennyezés, bizonyos gyógyszerek, a kötőszöveti betegségek, a fertőzések és az intersticiális tüdőbetegségek. A legtöbb esetben azonban az ok ismeretlen (idiopátiás tüdőfibrózis). A diagnózis a tüneteken, az orvosi képalkotáson, a tüdőbiopszián és a tüdőfunkciós vizsgálatokon alapulhat.
Nincs gyógymód, és a kezelési lehetőségek korlátozottak. A kezelés a tünetek javítására irányul, és magában foglalhatja az oxigénterápiát és a tüdőrehabilitációt. Bizonyos gyógyszerek lassíthatják a hegesedést. A tüdőtranszplantáció egy lehetőség. Világszerte legalább 5 millió embert érint. A várható élettartam általában kevesebb, mint öt év.